# Староруска књижевност
Староруска књижевност или староисточнословенска књижевност, је колекција књижевних дела староруских аутора, која обухвата сва дела староруских теолога, историчара, филозофа, преводиоца и др., а писани су на староруском. То је општи појам који обједињује заједничко књижевно наслеђе Русије, Белорусије и Украјине из периодаа. По жанровској конструкцији има низ разлика од средњовековне европске књижевности. Највећи утицај на књижевност античке Русије имала је стара пољска и стара српска књижевност.
Већина споменика староруске књижевности сачувана је у облику рукописа. Најчешћи тип рукописа биле су књижевне збирке. Свеске које је написао само један писар могао би онда сам преписивач или повезивач увезати. Такве збирке могу бити одређеног („Златоструј“, „ Измарагд “ итд.) или неодређеног садржаја, одражавајући индивидуалне укусе и интересовања једног или другог писара који је бирао материјале за себе или за свог купца.
За разлику од других традиционалистичких књижевности, Стару Русију карактерише синкретизам, недостатак јасно изражене поетолошке рефлексије, свесно одбацивање рационализма и прецизирање теоријског знања. Од византијске књижевности разликује се по наглашеној неправилности, замагљености жанрова и граница између прозаичног и поетског и недостатку јасног појмовног апарата.
Обимна дела су се могла преписивати и преплитати у засебне књиге: неке летописе, дела из светске историје, патерике, дела богослужбене природе, прологе итд. Мале композиције, на пример, „Молитва Данила Замућеног“ или „Слово о уништењу руске земље“ нису сачињавале засебне књиге, већ су биле дистрибуиране у збиркама.
Као што примећује већина савремених истраживача, у древној Русији не постоји јасна подела књижевности на жанрове. Било је само неколико аутора који су јасно одредили жанр својих дела (међу њима су били монах Фома, Нил Сорски, митрополит Макарије и безимени аутор „Повести о Михаилу Тверском“). Тако је лексема Слово, која се често доживљава као назив жанра, могла да означава дидактичку наставу, поглавље књиге, разговор, говор, чланке различитог садржаја итд.
Ипак, Никита Толстој је покушао да класификује древну руску књижевност; касније, класификацију је уредио Јевгениј Верешчагин (последња верзија се донекле разликује од Толстојеве):
- споменици Светог писма ( Свето писмо и апокрифи )
- литургијски/евхографски ( богослужбене књиге и химнографски споменици )
- доктринарни (симболи, искази вере, катехумени, полемичка и етичка поучна учења, тумачења)
- проповедање (говорничка проза и гностичка литература)
- хагиографски (житија светих, похвалне речи светитељима, приче о стицањима, пренос моштију и икона, чуда)
- канонски и правни (статути, књиге Кормцхаиа, правне књиге, уговорна, духовна, акта итд. писма)
- спомен обележје (летописи, хронографи, описи историјских догађаја, ходочашћа, путовања)
- научни (енциклопедијске збирке)
- домаћинство (приватна преписка, натписи, епиграфика)[9][10]

Ова класификација не прави разлику између примарних жанрова (на пример, хагиографије) и обједињујућих жанрова који укључују мала дела као изворни материјал (пролог, менаиат-чет, итд. ). Ова разлика је узета у обзир у класификацији заснованој на систематици Дмитрија Лихачова, који је разликовао монументалне и мале жанровске форме. Николај Прокофјев је дао следећу класификацију:
- сложене форме летописи, хронографи, хагиографске збирке, писма итд.)
- примарни жанрови :
  - епски жанрови
    - историјски жанрови ( житија светаца, војничка прича, легенда и ходање)
    - алегоријски ( парабола)
    - симболички (чудо, визија, знак, гатачка литература)

  - лирски жанрови (поука, порука, плач)

Веома популарна у старој Русији била су житија светаца (житије), својеврсни жанр агиографије који описује живот, дела и чуда древних руских светаца, мученика и чудотвораца.